# Judo Union of Asia
La Judo Union of Asia (JUA) è la federazione internazionale che regola il Jūdō a livello asiatico. 
L'Unione asiatica di judo venne fondata nel 1956 da 7 Federazioni nazionali di Judo (Taiwan, Cambogia, Indonesia, Giappone, Corea del Sud, Filippine e Thailandia).
Il primo Presidente del JUA è stato Risei Kanō, figlio del Prof. Kanō Jigorō, il padre del Judo. Dopo dieci anni, nel 1966 a Manila si svolgono i primi Campionati asiatici, che da allora si svolgeranno con cadenza quadriennale.
Alla fine degli anni settanta si confederarono le Federazioni Nazionali di Judo provenienti da Sri Lanka, Malaysia, India, Pakistan, Turchia, Vietnam, Corea del Nord, Birmania, Singapore, Kuwait, Arabia Saudita, Bangladesh, Iran e Siria, ampliando in tal modo l'adesione a 23.
Nel 1980 succede a Risei Kano il figlio Yukimitsu Kanō, che diviene il nuovo Presidente. Il Primo campionato femminile asiatico viene organizzato nel 1981 a Giacarta.
Cina, Macao, Nepal, Palestina, Yemen si affiliano al JUA nel corso degli anni ottanta.
Dopo 15 anni di presidenza, nel 1995, Yukimitsu Kano si dimette dalla presidenza e viene sostituito dall'indiano Jagdish Tytler, nel Congresso tenutosi a Nuova Delhi.
Nel 1998, con l'ingresso dI Cambogia, Tagikistan, Emirati Arabi Uniti, Qatar, Laos e Libano, il JUA raggiunge gli attuali 39 Stati membri.
Durante il Congresso, svolto a Wenzhou in Cina nel 1999, è eletto presidente Yoshinori Takeuchi, a cui nel 2007 è succeduto Obaid Al Anzi del Kuwait.

## Struttura del JUA
La struttura amministrativa del JUA è costituito dal Congresso, il Comitato Esecutivo (CE) e il Segretariato. CE è presieduta dal Presidente e sostenuta dal Comitato esecutivo dei membri del JUA.
Il Congresso è l'autorità sovrana del JUA e la sessione ordinaria del Congresso si svolge una volta ogni due anni; mentre il comitato esecutivo conduce attività amministrative.
Il JUA è diviso in cinque one, vale a dire ad Asia occidentale, Asia meridionale, Sud-Est asiatico, l'Asia orientale e Asia centrale.
La suddivisione è la seguente:
- Asia orientale: Cina, Taipei, D.P.R. Corea, Hong Kong, Giappone, Corea, Macao, Mongolia
- Asia occidentale: Iran, Iraq, Giordania, Kuwait, Libano, Palestina, Qatar, Arabia Saudita, Siria, Emirati Arabi Uniti, Yemen
- Asia centrale: Kazakistan, Kirghizistan, Tagikistan, Turkmenistan, Uzbekistan
- Asia meridionale: Bangladesh, India, Nepal, Pakistan, Sri Lanka, Afghanistan
- Sud-Est asiatico: Cambogia, Indonesia, Laos, Malaysia, Myanmar, Filippine, Singapore, Thailandia, Vietnam

## Presidenti della JUA
| N. | Periodo     | Nome               | nazionalità |
| -- | ----------- | ------------------ | ----------- |
| 1  | 1956 – 1980 | Risei Kanō         | Giappone    |
| 2  | 1980 – 1995 | Yukimitsu Kanō     | Giappone    |
| 3  | 1995 – 1999 | Jagdish Tytler     | India       |
| 4  | 1999 – 2007 | Yoshinori Takeuchi | Giappone    |
| 5  | 2007 –      | Obaid Al Anzi      | Kuwait      |